# (91215) 1999 AN
(91215) 1999 AN – planetoida z pasa głównego asteroid okrążająca Słońce w ciągu 3 lat i 241 dni w średniej odległości 2,37 j.a. Została odkryta 5 stycznia 1999 roku w obserwatorium astronomicznym w Ondřejovie przez Lenkę Šarounovą i Ludka Vaštę. Nazwa planetoidy jest oznaczeniem tymczasowym.